# Trädsnigel
Trädsnigel (Lehmannia marginata) är en art i familjen kölsniglar. 

## Kännetecken
Trädsnigeln kan bli upp till 75 millimeter lång. Den är gråbrun med ett ljusare ryggband och mörkare band eller fläckar på sidorna. Bakdelen har en tydlig köl.

## Utbredning
Trädsnigeln finns i västra och centrala Europa. I norr finns den upp till södra Skandinavien.

## Levnadssätt
Trädsnigeln lever oftast i skog eller andra områden med träd, men ibland också på klippor med mycket lavar. Den kan klättra högt upp i träden vid regnväder. Man hittar den ofta under bark på döda träd. Den lever på alger, lavar och svampar som den hittar på träden eller klipporna. Den lägger ägg i jorden i grupper med 8 till 30 ägg. Äggen kläcks efter mellan 35 och 130 dagar beroende på temperatur. De blir könsmogna vid cirka 9 månaders ålder och kan bli upp till tre år gamla.

## Systematik
Trädsnigeln räknades tidigare till släktet Limax. I Sverige finns i släktet också arten valentinsnigel (Lehmannia valentiana).